# معرفت‌شناسی اجتماعی: طرح و نقد مکتب ادینبورا
معرفت‌شناسی اجتماعی: طرح و نقد مکتب ادینبورا کتابی از سعید زیبا کلام است که در سال ۱۳۸۴ منتشر و در مراسم کتاب سال جمهوری اسلامی ایران به‌عنوان کتاب برگزیده معرفی شد.